# Les Sauvages (Ródano)
Les Sauvages é uma comuna francesa na região administrativa de Auvérnia-Ródano-Alpes, no departamento de Ródano. Estende-se por uma área de 12,55 km². Em 2010 a comuna tinha 624 habitantes (densidade: 49,7 hab./km²).